# Ahmed Boubia

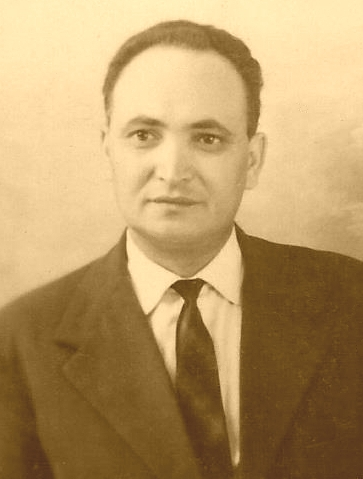
Si Ahmed Boubia

Si Ahmed Boubia (* 1920 in Khémisset; † 14. Dezember 1978 in Kénitra) war ein marokkanischer Historiker und Widerstandskämpfer gegen den Kolonialismus der europäischen Mächte. Wegen seiner Gelehrsamkeit in Sachen Tradition und Moderne sowie Religion und islamisches Recht wurde er als „Si Ahmed“ bekannt.

## Leben
Während seines Studiums an der Universität al-Qarawīyīn in Fès organisierte er mit einigen Kommilitonen zusammen die berühmte Demonstration vom 22. Oktober 1937 in Khémisset. Dieser Aufstand richtete sich gegen die französische Kolonialpolitik in Marokko, insbesondere gegen den „Dahir berbère“, ein Edikt, das Marokko de jure in zwei Zonen teilte, eine die dem islamischen Recht und eine die dem berberischen Gewohnheitsrecht unterstellt wurde, um die Marokkaner in zwei Lager zu spalten. 
Dieser Aufstand hatte eine Reihe von Solidaritätskundgebungen im ganzen Maghreb ausgelöst und war darüber hinaus die Initialzündung für eine einheitliche Organisation und Koordination des Widerstands gegen die kolonialistische Präsenz Frankreichs in ganz Nordafrika, eine Tatsache, die der tunesische Präsident Habib Bourguiba wiederholt unterstrich.
Daraufhin wurde Si Ahmed Boubia zusammen mit seinen Mitstreitern verhaftet und zu zwei Jahren Gefängnisstrafe verurteilt. Danach stand er einige Jahre unter Hausarrest. Es gelang ihm trotzdem aktiv an der Bewegung teilzunehmen, die zur Unabhängigkeit Marokkos im Jahre 1956 führte. Auch nach der Unabhängigkeit kämpfte er für mehr Freiheit und Demokratie im Königreich.
Sein Werk über die Geschichte des marokkanischen Widerstands gegen den französischen Kolonialismus, das insbesondere die entscheidende Rolle der berberischen Stämme in den Vordergrund stellt, wurde von der Faculté des Lettres et des Sciences Humaines der Universität Rabat im Rahmen ihrer Publikationsreihe zur Geschichte Marokkos veröffentlicht.
Die Manuskripte, die Si Ahmed Boubia hinterließ, wurden von seinem Sohn Fawzi Boubia (Schriftsteller und Kulturwissenschaftler) zusammengestellt, mit einer Einleitung versehen und für die Publikation vorbereitet, die in Zusammenarbeit mit namhaften Historikern der Universität Rabat 2003 erfolgreich abgeschlossen wurde.

## Bibliografie
- Allal El Fassi, Die Befreiungsbewegungen im Arabischen Maghreb, Tétouan, ohne Datum (علال الفاسي، الحركات الإستقلالية في المغرب العربي، دار الطباعة المغربية، تطوان، د.ت)
- Charles-André Julien, L’Afrique du Nord en marche. Nationalismes musulmans et souveraineté française, Éditions Julliard, Paris, 1972.
- Charles-André Julien, Le Maroc face aux impérialismes 1415–1956, Éditions J.A., Paris, 1978.
- Mustapha El Qadéry, « Histoire nationaliste et cohésion nationale ». Cf. M. Kenbib, Temps présent et fonctions de l'historien, Publications de la Faculté des Lettres et des Sciences Humaines, Rabat Agdal, n° 158, p 1-21.
- Robert Rézette, Les Partis politiques marocains, Préface de Maurice Duverger, Presses de la Fondation nationale des sciences politiques